# تمالوكت
تمالوكت هي جماعة قروية في إقليم تارودانت بجهة سوس ماسة جنوب المغرب. وهي تضم 4739 نسمة، حسب الإحصاء العام للسكان والسكنى لسنة 2014. 
يبعد مركز الجماعة عن مدينة تارودانت بـ 15 كلم.

## دواوير الجماعة
- دوار أمشرك
- دوار تمالوكت
- دوار أيت الطالب (مركز الجماعة)
- دوار الرياض
- دوار تزكليمت
- دوار أبرنوص
- دوار زاوية بعقيلة
- دوار أيت تمجوط
- دوار الحنوان
- دوار تسدوت
- دوار تغزوت
- دوار أمزاورو
- دوار تيمينون
- دوار تزكي
- دوار أخونترير
- دوار أيت سعيد
- دوار تالعنين
- دوار تفراوت نايت زكري
- دوار إمي وريال

## الجمعيات
قائمة الجمعيات في جماعة تمالوكت:
- جمعية افولكي للتنمية والتعاون تمالوكت
- جمعية أجيال إعدادية النور للثقافة والتنمية
- جمعية أجيال تمالوكت للرياضة والثقافة
- جمعية دار الطالب (دوار أيت الطالب)
- جمعية أنازار للتنمية والتضامن (دوار أيت الطالب)
- جمعية أفولكي (دوار أمزورو)
- جمعية مستقبل أيت تمجوط للتنمية والتضامن (دوار أيت تمجوط)
- جمعية الشرف للتنمية والتعاون (دوار أمشرك)
- جمعية تودرت تلعينين للتنمية والثقافة والأعمال الاجتماعية (دوار تلعينين)

## الصحة
تتوفر تمالوكت على مركز صحي قروي يقع بمركز الجماعة بدوار أيت الطالب. كما تتوفر الجماعة على سيارة إسعاف واحدة تغطي كافة الدواوير التابعة للجماعة.

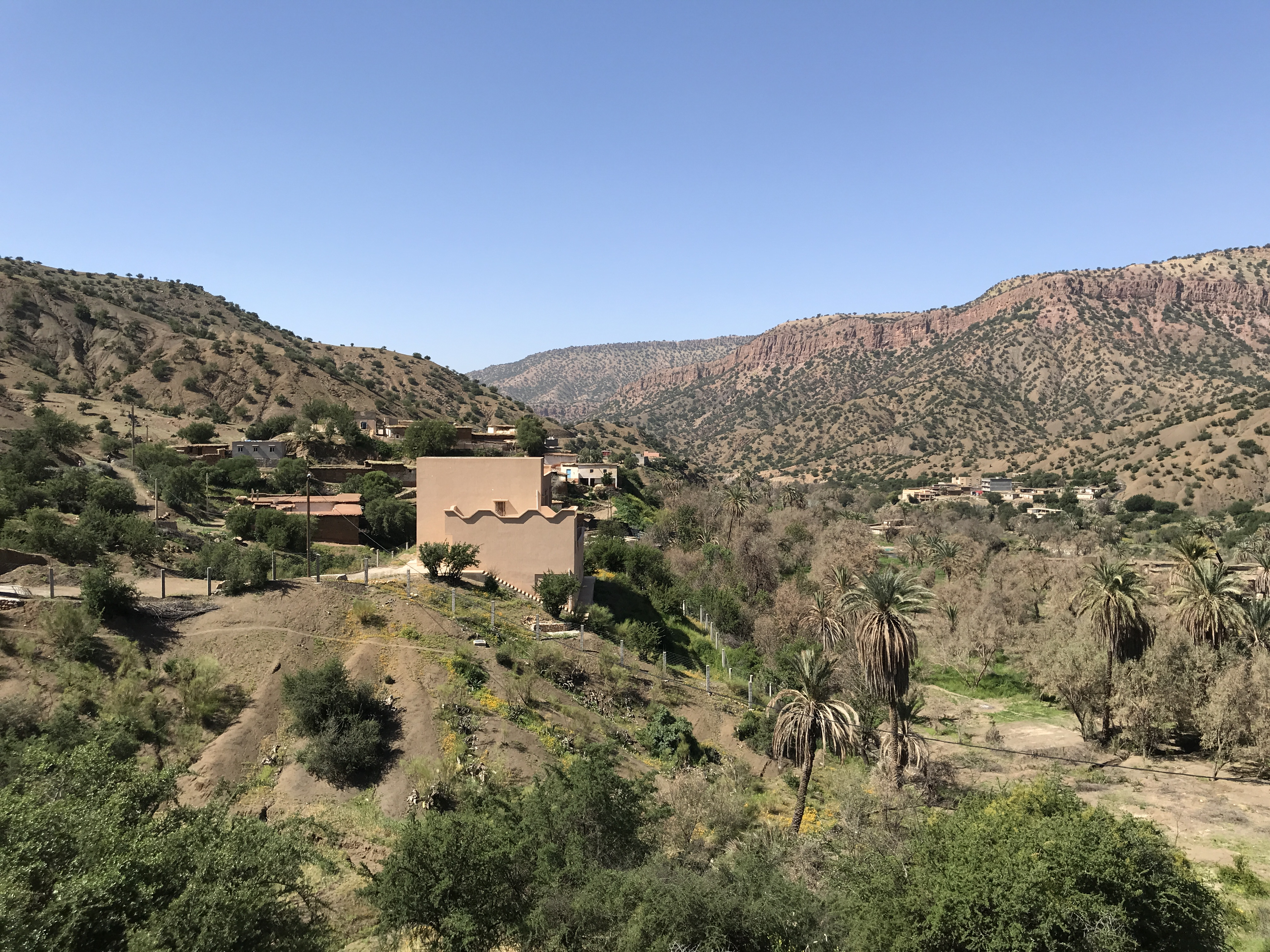
دوار الحنوان بجماعة تمالوكت

## البنية التحتية

### مركز الجماعة
يتوفر دوار أيت الطالب والذي يُعتبر بمثابة مركز جماعة تمالوكت على مختلف البنايات الإدارية، حيث يتواجد به مقر الجماعة، ومقر القيادة، والمركز الصحي، وإعدادية، ودار للطالب. بالإضافة إلى سوق أسبوعي، ومحلات تجارية متنوعة، منها ما هو متخصص في المواد الغذائية، ومنها ما هو متخصص في اللحوم، كما يتوفر مركز الجماعة على مقاهي ومطاعم. ومن المرتقب أن يتم الشروع قريباً في مشروع لتزويد مركز جماعة تمالوكت بالتطهير السائل.

### سد سيدي عبد الله
عرفت تمالوكت في السنوات الأخيرة إنجاز سد كبير على واد الواعر بسعة تخزين تقدر بـ 10.4 مليون متر مكعب، وبمبلغ إجمالي يقدر بـ 700 مليون درهم. وهو يحمل اسم سد سيدي عبد الله. وسيمكن هذا السد من تعزيز البنية التحتية المائية للمنطقة وتزويد مدينة تارودانت والمراكز القروية المجاورة بالماء الصالح للشرب والماء الصناعي، وري حوالي 1500 هكتار من الأراضي الفلاحية، كما سيساهم هذا السد من حماية المنطقة من الفيضانات.

## التعليم

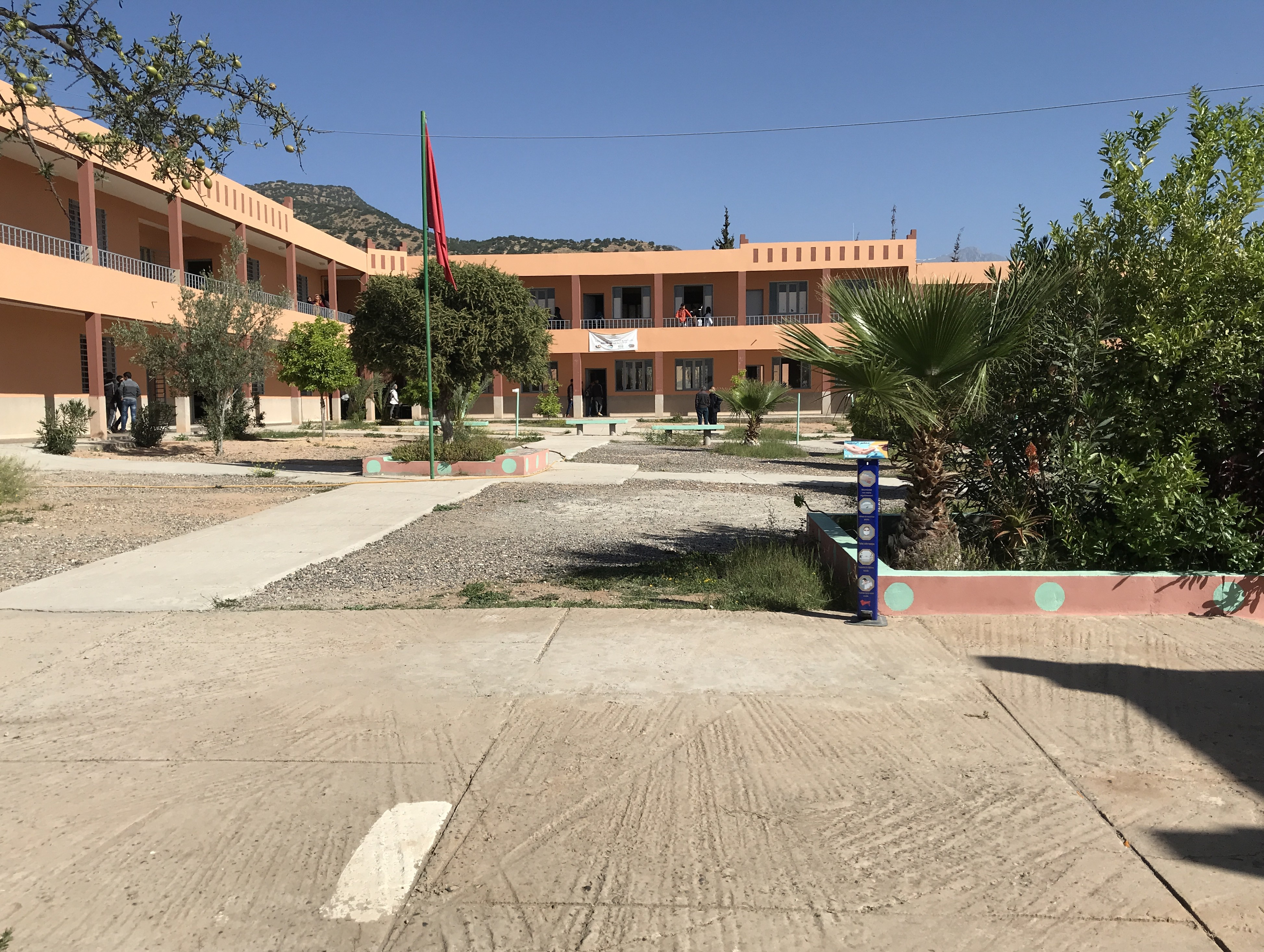
إعدادية النور في مركز جماعة تمالوكت

### المؤسسات التعليمية
قائمة المؤسسات التعليمية في جماعة تمالوكت:
- مجموعة مدارس الوحدة المغاربية (المركزية: أيت الطالب / الوحدات التابعة لها: الرياض - أيت محند - أمشرك - تفراوت نايت زكري)
- مجموعة مدارس عبد الله بن مسعود (المركزية: الحنوان / الوحدات التابعة لها: أمزاورو - تيمينون - تزكي - تالعنين)
- إعدادية النور (دوار أيت الطالب)

### النقل المدرسي وإيواء التلاميذ

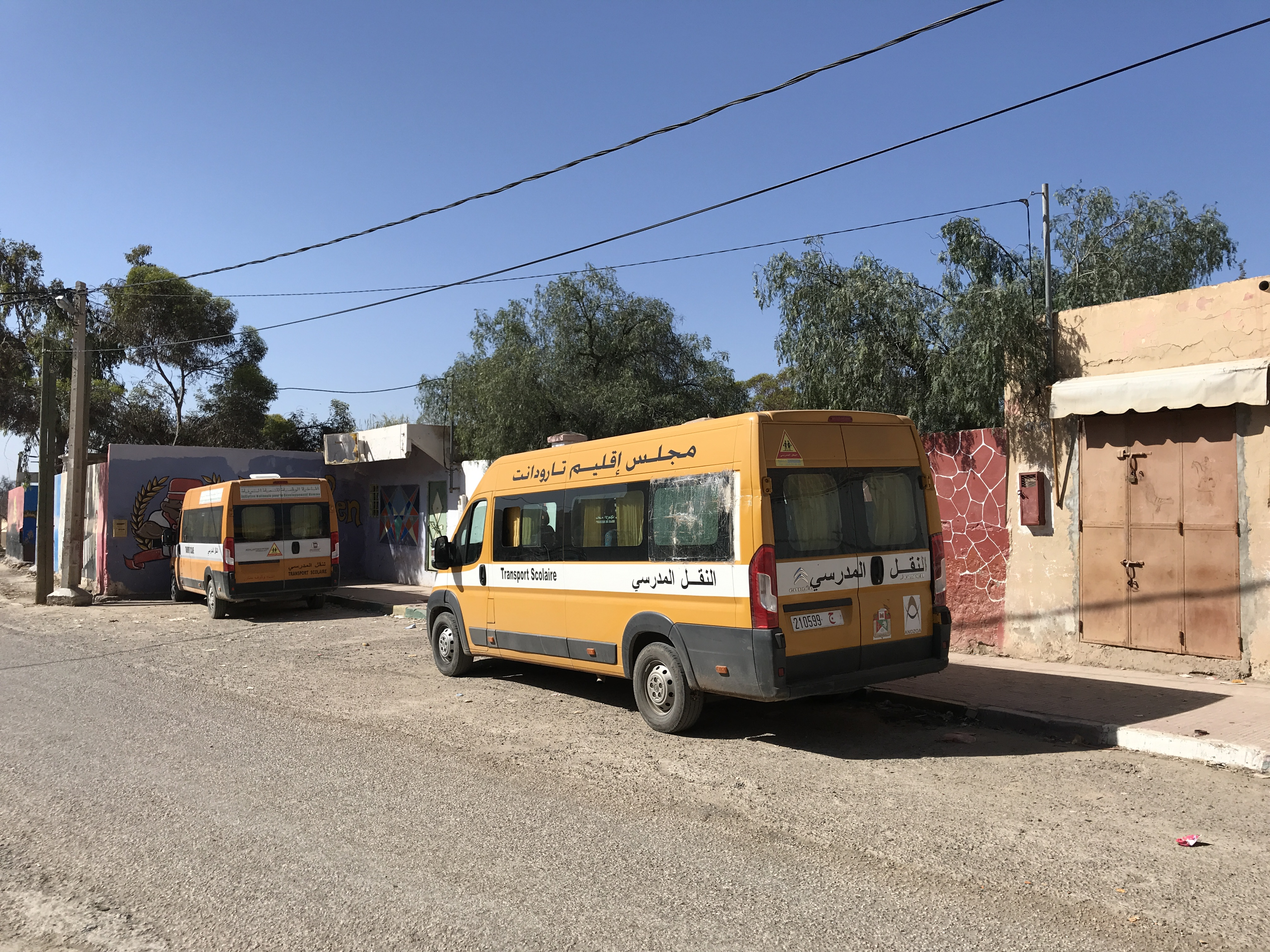
النقل المدرسي من وإلى إعدادية النور بمركز جماعة تمالوكت

تقوم كل من جماعة تمالوكت وجماعة تافراوتن وجماعة أيت مخلوف بتوفير حافلات للنقل المدرسي تم إقتناءها من خلال صفقة شاركت فيها عدة مؤسسات وهي المجلس الإقليمي لتارودانت، والمبادرة الوطنية للتنمية البشرية، والوكالة الوطنية لتنمية مناطق الواحات و شجر الأركان. هذه الحافلات مخصصة لنقل التلاميذ الذين يدرسون بإعدادية النور في مركز جماعة تمالوكت بدوار أيت الطالب، أما التلاميذ الذين يدرسون بالثانوي فيتم إيواءهم في إحدى الداخليات المتواجدة بمدينة تارودانت. كما تُقدم جماعة تمالوكت مساهمة سنوية بحوالي 000 50 درهم لفائدة دار الطالب بإعدادية النور.

## النقل والمواصلات
ترتبط تمالوكت بالمناطق القريبة منها (كإيمولاس وتارودانت) بسيارات الأجرة الكبيرة وسيارات النقل المزدوج.
- تقع غالبية الدواوير التابعة لجماعة تمالوكت على خط واحد عبر طريق معبدة من مركز الجماعة إلى غاية الحدود مع جماعة إيمولاس (دواوير: الرياض - الحنوان - تغزوت - تيمينون - تيزكي - أخونترير).
- يقع دوار أمشرك في جنوب الجماعة وتصله طريق معبدة
- يقع دوار تالعنين في شرق الجماعة وطريقه غير معبدة

## الثقافة
- مهرجان سيدي عبد الله بجماعة تمالوكت